# Мацеювка (Мазовецьке воєводство)
Мацеювка (пол. Maciejówka) — село в Польщі, у гміні Бельськ-Дужий Груєцького повіту Мазовецького воєводства.
Населення — 139 осіб (2011).
У 1975-1998 роках село належало до Радомського воєводства.

## Демографія
Демографічна структура станом на 31 березня 2011 року:
|          | Загалом | Допрацездатний вік | Працездатний вік | Постпрацездатний вік |
| -------- | ------- | ------------------ | ---------------- | -------------------- |
| Чоловіки | 70      | 14                 | 45               | 11                   |
| Жінки    | 69      | 11                 | 42               | 16                   |
| Разом    | 139     | 25                 | 87               | 27                   |